# Resolución 1994 del Consejo de Seguridad de las Naciones Unidas
La resolución 1994 del Consejo de Seguridad de las Naciones Unidas, fue adoptada por unanimidad el 30 de junio de 2011, tras considerar un informe del Secretario General Ban Ki-moon sobre la Fuerza de las Naciones Unidas de Observación de la Separación (FNUOS, por sus siglas en inglés), el Consejo prorrogó su mandato por otros seis meses hasta el 31 de diciembre de 2011.
La FNUOS fue establecida en 1974 por la Resolución 350 (1974) para monitorear el alto al fuego entre Israel y Siria.

## Adopción
Durante las discusiones, algunos miembros del Consejo — como Francia, Alemania, el Reino Unido y Estados Unidos — expresaron su preocupación expresada de que la violencia reciente a lo largo de la frontera de Israel con Siria había sido instigada por el gobierno sirio en un intento de desviar la atención de un levantamiento interno como parte de la Primavera Árabe; sin embargo, Rusia y China dijeron que los temas no deberían estar interrelacionados, ni estaban en la agenda del Consejo.

## Detalles
El Consejo de Seguridad pidió la implementación de la Resolución 338 (1973) que exigía que se llevaran a cabo negociaciones entre las partes para un arreglo pacífico de la situación en Medio Oriente. Pidió a todas las partes que respetaran el acuerdo de alto al fuego de 1974, que se había puesto en "peligro" debido a la reciente violencia. Mientras tanto, los miembros del Consejo acogieron con beneplácito los esfuerzos de la FNUOS para aplicar la política de tolerancia cero del Secretario General sobre laexplotación y el abuso sexuales.
Por último, se solicitó al Secretario General que informara antes de que finalizara el mandato de la FNUOS sobre las medidas para implementar la Resolución 338 y la evolución de la situación. El informe del Secretario General de conformidad con la resolución anterior sobre la FNUOS indicó que la situación en el Oriente Medio siguió siendo tensa hasta que se pudo llegar a un arreglo, y el Secretario General alentó la reanudación de las conversaciones de paz que se interrumpieron en diciembre de 2008.